# Enrique Múgica Herzog
Enrique Múgica Herzog (Sant Sebastià, 20 de febrer de 1932 – Madrid, 10 d'abril de 2020) va ser un advocat i polític basc, militant del Partit Socialista Obrer Espanyol (PSOE). Exercí els càrrecs de Ministre de Justícia espanyol entre 1988 i 1991, i el Defensor del Poble espanyol entre 2000 i 2010.

## Trajectòria

### Orígens
Va néixer el 20 de febrer de 1932 a la ciutat basca de Sant Sebastià fill d'un violinista basc que va morir durant la Guerra Civil i d'una francesa d'origen judeopolonesa. Va estudiar dret a la Universitat Complutense de Madrid, en la qual va iniciar la seva activitat política prenent part en les revoltes antifranquistes.

### Militància al PCE
Va ser un dels creadors del Congrés Universitari d'Escriptors Joves l'any 1956 i per això va ser empresonat durant tres mesos aquell mateix any. Va ser militant clandestí del Partit Comunista d'Espanya (PCE) durant 10 anys i per això va estar més vegades a la presó (quatre mesos i mig el 1959 i 22 mesos entre 1962 i 1967).

### Militància al PSOE
En la seva última estada a la presó abandonà el PCE i ingressà al Partit Socialista Obrer Espanyol (PSOE). Prengué part en el Congrés de Suresnes l'any 1974 com a figura important en l'ascensió de Felipe González a la direcció del partit en perjudici del sector partidari de la ruptura amb el franquisme, i en el qual fou escollit secretari de Coordinació del partit.
A la Transició democràtica espanyola representà al PSOE a la Coordinació Democràtica, i posteriorment fou escollit diputat al Congrés dels Diputats per la província de Guipúscoa en les eleccions generals de 1977. Després d'aquesta primera elecció seria novament escollit en aquest càrrec durant les 7 eleccions posteriors consecutives, romanent com a diputat guipuscoà fins a l'any 2000. També seria nomenat president de la Comissió de Defensa i vicepresident de la Comissió Constitucional.
En vigílies del cop d'estat del 23 de febrer de l'any 1981 com a president de la Comissió de Defensa va estar en un esmorzar amb diversos comensals entre els quals es trobava el futur general colpista Alfonso Armada. Va haver-hi certa polèmica sobre aquest esmorzar, ja que alguns colpistes van al·ludir que en ella s'havia comentat entre els polítics presents que era necessari un "cop de timó". Múgica va ser cridat a declarar per aquest motiu en el judici contra els colpistes, negant tals acusacions. Encara que no va anar més enllà, aquella polèmica va contribuir a mantenir a Múgica en un discret segon pla durant alguns anys. Ricardo Pardo Zancada, comandant que va actuar com a enllaç de Jaime Milans del Bosch en el 23-F, en el seu llibre 23 F la pieza que falta situa a Múgica en la llista de Govern a imposar que duia Alfonso Armada. També Jordi Pujol explicà que abans del cop del 23-F, socialistes com Múgica, li havien demanat el seu suport per fer fora Adolfo Suárez del govern i implantar un govern presidit per un militar de tarannà democràtic. Tot i que Pujol s'hi negà, més endavant s'esdevingué la temptativa de cop. Múgica titllà les declaracions de Pujol de "ocurrència inventada". No obstant, Pujol mantingué la postura sobre la proposta feta per Múgica contra Suárez.
Tant Enrique com el seu germà Fernando Múgica van destacar sempre com ferms defensors de l'establiment de llaços d'amistat entre Espanya i Israel gràcies als seus orígens familiars. L'aportació d'ambdós va ser decisiva per a l'establiment de relacions diplomàtiques entre Espanya i aquest país l'any 1986. L'11 de juliol de 1997 el Consell de Ministres va aprovar el Reial decret 1131/97 pel qual Enrique Múgica fou nomenat President de la Comissió d'Investigació de les Transaccions d'Or procedents del Tercer Reich durant la Segona Guerra Mundial. Ferm defensor d'Israel en el conflicte àrab-israelià, els seus detractors, especialment des del nacionalisme basc, li han retret el seu sionisme. Més endavant, al 2004 i com a Defensor del Poble espanyol, defensà la construcció del Mur de Cisjordània pel Govern d'Israel, argumentant que era el «terrorisme palestí el que legitimava la tanca», fet que generà una gran controvèrsia degut al càrrec que tenia.
En la remodelació del segon govern de Felipe González Múgica fou nomenat el juliol de 1988 Ministre de Justícia, càrrec que va ocupar fins al març de 1991. Durant el seu mandat es van aprovar, entre altres lleis, la de Demarcació i Planta Judicial, la de Societats Anònimes i les reformes processals i penals que van donar lloc a la creació dels jutjats penals.
L'assassinat per part d'ETA el febrer de 1996 del seu germà, el també polític socialista Fernando Múgica, va marcar un punt d'inflexió notable en la seva trajectòria política. A la capella ardent del funeral del seu germà manifestà en el discurs: «Al contrari de frases convencionals, jo ni oblido ni perdono als assassins, als qui els han impulsat, als qui han aixecat la seva mà, als qui defensen o exculpen a ETA i la violència al carrer». A partir d'aquell moment es va destacar com un dels polítics del seu partit més crítics no solament amb les accions armades d'ETA, sinó també amb el nacionalisme basc en general. Va encunyar el terme d'eusko-nazis per a referir-se a l'esquerra abertzale. També és famós el seu "que se pudran en la cárcel" (en català: "que es podreixin a la presó") en referència als presos d'ETA.
Uns mesos després de ser escollit per vuitena vegada consecutiva diputat al Congrés per la província de Guipúscoa, en les eleccions generals de l'any 2000, va renunciar a la seva acta el juny d'aquell any per ser designat Defensor del Poble espanyol pel govern del Partit Popular (PP), encapçalat per José María Aznar. La seva designació va ser considerada de consens entre el partit governant (PP) i el principal partit de l'oposició (PSOE), ja que, encara que militant del segon, Enrique Múgica era un polític ben considerat pel PP.
En aquest càrrec, presentà un recurs d'inconstitucionalitat al Tribunal Constitucional espanyol contra l'Estatut d'Autonomia de Catalunya de 2006. Aquesta iniciativa polèmica li comportà la petició, sense èxit, de destitució fulminant per part d'Esquerra Unida, Convergència i Unió, Esquerra Republicana de Catalunya i el Partit Nacionalista Basc.

### Mort
Morí el 10 d'abril de 2020 a Madrid, als vuitanta-vuit anys, a causa del coronavirus COVID-19.